# Bernard Adolph Schriever
Bernard Adolph Schriever, conosciuto anche come Bennie Schriever (Brema, 14 settembre 1910 – Washington, 20 giugno 2005), è stato un generale tedesco naturalizzato statunitense, che ha servito nella United States Army e nella United States Air Force.

## Biografia

### Primi anni
Nacque a Brema, nell'Impero tedesco, da Adolf Schriever, un marinaio e ingegnere, e sua moglie Elizabeth Schriver, nata Milch. Si trasferì con la famiglia negli Stati Uniti in giovane età. Il padre lavorava sulla SS George Washington, un transatlantico tedesco rimasto ancorato al porto di New York con lo scoppio della prima guerra mondiale nel 1914. La madre quindi riuscì ad ottenere tre biglietti per lei e suoi figli e imbarcandosi sulla SS Noordam raggiunse New York il 1º febbraio 1917. Avendo vissuto per diversi anni nella Lower Manhattan ella parlava fluentemente l'inglese, anche se i due figli conoscevano solo il tedesco.
Con la dichiarazione di guerra dell'Impero tedesco agli Stati Uniti un forte sentimento antitedesco iniziò a svilupparsi in tutti gli Stati, obbligando la famiglia a trasferirsi a New Braunfels, nel Texas, dove la comunità era principalmente germanofona. Lì il padre lavorò in una birreria mentre Bernard e suo fratello Gerhard poterono andare a scuola.
La famiglia si trasferì successivamente a San Antonio dove Adolf Schriever morì il 17 settembre 1918 a causa di un incidente nella fabbrica in cui lavorava. I due ragazzi furono quindi accuditi dal prozio Magnus Klattenhoff di Slaton, salvo poi tornare nel 1919 a New Braunfels. Qui la madre trovò lavoro come governante di un ricco banchiere locale, Edward Chandler, e fu costretta a lasciare i figli in orfanotrofio per poter lavorare. Chandler le fece costruire una casa nel Brackenridge Park Golf Course e lei riuscì a contattare la madre in modo tale che si potesse prendere cura dei figli. Con la morte di Chandler, Elizabeth trasformò la casa in un punto di ristoro per i giocatori di golf del parco, e ciò portò i figli ad appassionarsi allo sport. Infatti Bernard partecipò al campionato texano di minigolf del 1927, raggiungendo le semifinali e vincendo un paio di scarpe da golf.
Schriever diventò un cittadino naturalizzato nel 1923. Ha conseguito un Bachelor of Science alla Texas A&M University nel 1931 mentre faceva parte del Corpo di Cadetti della scuola. Entrato nell'artiglieria dell'esercito, nel 1932 iniziò l'addestramento di volo a Randolph Field, entrando nell'Army Air Corps nel giugno 1933. Ha prestato servizio a Panama come aiutante del generale George H. Brett, di cui sposò la figlia primogenita, Dora Devol Brett.